# Щерцовский, Зельман Шмулевич
Зельман Шмулевич Щерцовский — основатель школы № 1 с углубленным изучением английского языка (в 1971 году). «Заслуженный учитель школы РФ». В 1998 году в связи с Золотым юбилеем семьи Щерцовских им было присвоено звание «Семья года».

## Биография
Мать погибла в Освенциме, отец — в Бухенвальде, старший брат — в Ченстоховском концлагере, сестры выжили в лагере смерти и переехали в Канаду. Зельман Шмулевич окончил Горьковский институт иностранных языков. Впоследствии окончил факультет иностранных языков ВГПУ. На протяжении 43 лет работал в школе № 1 Вологды преподавателем и заместителем директора по учебно-воспитательной работе.

## Память
- 5 марта 2011 года в школе № 1 Зельману Щерцовскому открыли мемориальную доску.